# A Night at the Opera
A Night at the Opera (en español: Una noche en la ópera) es el cuarto álbum de estudio de la banda de rock Queen,  lanzado al mercado el 21 de noviembre de 1975. Coproducido por Roy Thomas Baker y Queen, el álbum fue considerado el más caro de realizado hasta esta fecha, contenido varias de las canciones más famosas de la banda como "Bohemian Rhapsody", "You're My Best Friend", "I'm In Love With My Car" y "Love of My Life".
El álbum toma el nombre de la película Una noche en la ópera de los hermanos Marx, que la banda vio una noche en el complejo de estudios durante la grabación. El álbum es famoso por tener los éxitos "Bohemian Rhapsody" y "You're My Best Friend", además de otras canciones conocidas del grupo como "Love of My Life", "Death on Two Legs (Dedicated to...)", "The Prophet's Song", "I'm in Love with My Car" y la versión de May y Taylor del himno británico.
En el momento de su lanzamiento la crítica recibió al álbum con división de opiniones, aunque se alabaron su producción y la diversidad de sus canciones, reconociéndolo como el álbum que elevó a Queen a la categoría de superestrellas. En 1977 recibió dos nominaciones a los Grammy en las categorías de mejor interpretación vocal por un dúo o grupo y mejor arreglo vocal.
El estilo de la banda se complejizó bastante en este lanzamiento con respecto a su anterior álbum, acercándose así más al sonido de sus primeros dos discos, además del añadido de elementos folclóricos y sinfónicos.

## Historia
Después de terminar su álbum anterior, Sheer Heart Attack, los componentes de Queen hicieron una pequeña gira local y luego se tomaron unas cortas vacaciones, que incluyeron la boda de John Deacon y la ida de Brian May a Tenerife haciendo estudios sobre astronomía. Después de ello se fueron a Estados Unidos, luego a unas vacaciones en Hawái y luego a su primera visita a Japón, de la cual volvieron en mayo, se tomaron un tiempo para su vida personal y a inicios de agosto se fueron a los estudios Elstree en Hertfordshire a ensayar. Un aspecto importante es que cambiaron de representante, al terminar su relación con Trident y firmar con EMI; su nuevo encargado, John Reid, convenció a la discográfica que les dieran enormes cantidades de dinero para poder grabar "el mejor álbum posible", sabiendo bien que era un riesgo, pero afortunadamente para la banda, valió la pena correr con el mismo, ya que gracias a la inversión Queen y EMI pudieron alquilar numerosos estudios de la más alta calidad.
Las sesiones propiamente dichas comenzaron el 24 de agosto en los estudios Rockfield al sur de Gales, durante las cuales grabaron las pistas de fondo de los temas (piano, bajo y batería, más que todo). Después se fueron a Londres y alquilaron simultáneamente los estudios Olympic, Sarm, Scorpio y Lansdowne así como la sala de conciertos Roundhouse. La razón por la que alquilaron varios estudios es que uno o varios de los integrantes de la banda podía estar trabajando en un tema, y los demás en otro, al mismo tiempo, sin necesidad de sentarse a esperar que cada uno termine. También había una cuestión de cercanía ya que todos los estudios estaban a 20 minutos o menos (en automóvil) de la casa de cada uno de los integrantes (que de por sí vivían muy cerca).
Y también está que algunos estudios tenían mejor sonido para una cosa pero no para otra: a Queen nunca le gustó como quedaban las voces en Rockfield (en Gales), así que cuando se trataba de cantar grababan en Londres; el eje central de este álbum fueron los estudios Sarm (después bautizados Sarm East), que contaban con una excelente acústica debido a que fueron diseñados por un pianista profesional y se habían usado entre otras cosas para el famoso musical Rocky Horror Picture Show unos meses antes. Todo el álbum fue mezclado ahí, y se realizaron numerosas grabaciones, incluyendo partes de "Prophet's Song" y "Death on Two Legs".

## Canciones

### Death on Two Legs (Dedicated to...)
Una canción escrita por Freddie Mercury, dirigida al ex-manager de la banda, el cual había robado la parte de las ganancias de los integrantes, violando el contrato.

### Lazing on a Sunday Afternoon
Una canción relajada compuesta por Freddie Mercury con un gran solo de guitarra al final. Freddie cantó a través de un tarro de cerveza. Es una de las canciones más cortas de la banda.

### I'm in Love with My Car
Una composición de Roger Taylor donde expresa amor a su Alfa-Romeo. Roger se encerró en un armario hasta que el vocalista Freddie pusiera la canción como Lado B del sencillo Bohemian Rhapsody.

### You're My Best Friend
Esta canción fue escrita por John Deacon para su esposa. El piano eléctrico es tocado por John y no por Freddie porque a este no le gustaba su sonido.

### '39
En esta canción, Brian May junta dos de sus pasiones, la astronomía y la música. Relata la historia de un grupo de astronautas que parte al espacio durante un siglo, mientras que para ellos solo fue un año. Brian hizo una broma sobre incluir un contrabajo en la canción, cuando llegaron a los estudios al día siguiente, John estaba practicando con uno, por lo que decidieron usarlo.

### Sweet Lady
La canción más rockera del álbum, compuesta por Brian May, la letra es un poco atípica de él, siendo que el comenzó a hacer letras más maduras. La canción es una posible continuación de She Makes Me.

### Seaside Rendezvous
Compuesta por Freddie Mercury, tiene un estilo del periodo de entreguerras muy divertido. Los kazoo en la mitad de la canción son las voces de Freddie y Roger...
Lado B

### The Prophet's Song
Una gran composición de Brian May. La compuso mientras se recuperaba de una hepatitis de la que se enfermó en una gira de la banda a Estados Unidos. Con más de 8 minutos, es la canción más larga de Queen.

### Love of My Life
Composición de Freddie Mercury para su novia de ese entonces, Mary Austin.

### Good Company
Una composición de Brian May, que evoca a la década de 1940. Demostrando su habilidad con el ukelele y la versatilidad de su guitarra, la Red Special imitando instrumentos de viento.

### Bohemian Rhapsody
Considerada como una obra maestra de Freddie Mercury. La canción está compuesta por lo que originalmente eran tres canciones diferentes, las cuales Freddie pudo conectar perfectamente.

### God Save the Queen
Una versión rockera del himno nacional del Reino Unido hecha por el guitarrista Brian May. May la interpretaría en 2002 en la azotea del Palacio de Buckingham durante el Jubileo de Oro de Isabel II por los 50 años de su coronación.

## Repercusiones
Fue lanzado por EMI en el Reino Unido. En Estados Unidos lo publicó inicialmente Elektra Records, pero la discográfica Hollywood Records lo volvió a publicar en septiembre de 1991. El álbum llegó al número cuatro en este país y ha sido certificado como triple platino (tres millones de copias vendidas).
El 21 de noviembre de 2005 fue relanzado otra vez para celebrar el trigésimo aniversario del álbum y de su primer sencillo, "Bohemian Rhapsody", acompañado por un DVD con los vídeos originales, secuencias de conciertos viejos y nuevos (incluyendo "'39" de la gira del 2005 y a Brian May interpretando "God Save the Queen" sobre el techo del Palacio de Buckingham) y comentarios de los cuatro miembros de la banda.
El álbum, al igual que el siguiente álbum A Day at the Races ("Un día en las carreras"), de 1976, toma su nombre de la película de los hermanos Marx del mismo nombre.
Este álbum fue nombrado por Channel 4 como el decimotercer mejor álbum de todos los tiempos incluido en el libro 1001 álbumes que debes escuchar antes de morir

## Relanzamientos
El álbum fue relanzado por primera vez en los EE. UU. por Hollywood Records el 3 de septiembre de 1991 con dos remixes adicionales, como parte de un relanzamiento completo de todos los álbumes de Queen.
El 30 de abril de 2002, el álbum fue relanzado de nuevo en DVD-Audio con una mezcla estéreo PCM lineal de 96 kHz/24 bits y una mezcla de 5.1 canales en sonido envolvente DTS 96/24 para reproductores de DVD-Video estándar y sonido envolvente MLP de 96 kHz/24 bits para máquinas con DVD-Audio. 
También incluye el vídeo original de 1975 de Bohemian Rhapsody.
El 21 de noviembre de 2005, fue reeditado una vez más por el catálogo de Hollywood Records número 2061-62572-2 para celebrar el 30 aniversario del álbum y su primer sencillo,Bohemian Rhapsody. Este lanzamiento va acompañado de un disco de DVD-Video con la misma lista de canciones con los videos originales, imágenes de conciertos antiguos y nuevos (incluyendo "'39" de la gira de Queen + Paul Rodgers y Brian May en el techo del Palacio de Buckingham tocando "God Save the Queen") y comentarios de audio de los cuatro miembros de la banda.
El 8 de noviembre de 2010, la compañía discográfica Universal Music anunció una reedición remasterizada y ampliada del álbum que se lanzará en mayo de 2011. Esto como parte de un nuevo contrato discográfico entre Queen y Universal Music, lo que significó que la asociación de Queen con EMI Records llegó a su fin después de casi 40 años. Según Universal Music, todos los álbumes de Queen iban a ser remasterizados y reeditados en 2011. En septiembre de 2012 se completó el programa de reedición. 
Junto con esto vino un lanzamiento de canal 5.1 del álbum en Blu-ray Audio.

## Lista de canciones
| Lado uno |                                |                 |          |  |
| N.º      | Título                         | Escritor(es)    | Duración |  |
| 1.       | «Death on Two Legs»            | Freddie Mercury | 3:44     |  |
| 2.       | «Lazing on a Sunday Afternoon» | Freddie Mercury | 1:10     |  |
| 3.       | «I'm in Love with My Car»      | Roger Taylor    | 3:05     |  |
| 4.       | «You're My Best Friend»        | John Deacon     | 2:50     |  |
| 5.       | «'39»                          | Brian May       | 3:31     |  |
| 6.       | «Sweet Lady»                   | Brian May       | 4:04     |  |
| 7.       | «Seaside Rendezvous»           | Freddie Mercury | 2:15     |  |

| Lado dos |                      |                 |          |  |
| N.º      | Título               | Escritor(es)    | Duración |  |
| 1.       | «The Prophet's Song» | Brian May       | 8:20     |  |
| 2.       | «Love of My Life»    | Freddie Mercury | 3:37     |  |
| 3.       | «Good Company»       | Brian May       | 3:23     |  |
| 4.       | «Bohemian Rhapsody»  | Freddie Mercury | 5:55     |  |
| 5.       | «God Save The Queen» | Brian May       | 1:15     |  |

| Bonus Hollywood Records 1991 |                                                              |              |          |  |
| N.º                          | Título                                                       | Escritor(es) | Duración |  |
| 13.                          | «I'm In Love With My Car» (1991 bonus remix by Mike Shipley) | Roger Taylor | 3:28     |  |
| 14.                          | «You're My Best Friend» (1991 bonus remix by Matt Wallace)   | John Deacon  | 2:52     |  |

| Disc 2: Bonus EP (2011 Universal Music reissue) | |                 |          |  |
| N.º                                             | Título | Escritor(es)    | Duración |  |
| 1.                                              | «Keep Yourself Alive» (Long-lost Retake) | Brian May       | 4:04     |  |
| 2.                                              | «Bohemian Rhapsody» (Operatic Section A cappella) | Freddie Mercury | 2:57     |  |
| 3.                                              | «You're My Best Friend» (Backing Track Mix) | John Deacon     | 2:57     |  |
| 4.                                              | «I'm In Love With My Car» (Guitar & Vocal Mix) | Roger Taylor    | 3:18     |  |
| 5.                                              | «'39» (Live at Earl's Court '77) | Brian May       | 3:46     |  |
| 6.                                              | «Love of My Life» (sencillo en vivo lanzando en Sudamérica, junio de 1979; crédito un tanto engañoso, ya que este sencillo de Live Killers, grabado en Festhalle Frankfurt el 2 de febrero de 1979, encabezó las listas sudamericanas más de un año después de que Queen tocara allí en 1981) | Freddie Mercury | 3:43     |  |

## Créditos y personal
| - Freddie Mercury: piano, voz, - Brian May: ukelele-banjo, guitarra, koto, coros, voz principal en «'39» y «Good Company» - John Deacon: bajo, piano eléctrico Wurlitzer, contrabajo. - Roger Taylor: percusión, batería, voz principal en «I'm in Love with My Car», voz de trompeta en «Seaside Rendezvous» | - Roy Thomas Baker: productor - Mike Stone: Ingeniero de sonido |